# Рени Йорданова
Вижте пояснителната страница за други личности с името Рени.
Рени Йорданова е българска състезателка по академично гребане.
Тя е част от четворката скул без кърмчия, спечелила сребърен медал от олимпиадата в Монреал през 1976 г. Другите участнички в българския екипаж са Гинка Гюрова, Лиляна Васева, Марийка Модева и Капка Георгиева-Панайотова (рулеви).